# Tokudaiji Saneatsu
Tokudaiji Saneatsu (徳大寺 実淳 1445 - 1533), filho de Kinari, foi um nobre do período Muromachi da história do Japão. Pertencia ao Ramo Tokudaiji do Clã Fujiwara e se tornou Daijō Daijin entre 1509 e 1511.

## Biografia
Saneatsu ingressou na corte imperial em 1456 com o posto de jugoi (funcionário da Corte de quinto escalão júnior) e foi promovido em 1457 ao posto de jushii (quarto escalão inferior) e nomeado jijū. Em 1461, foi promovido a shōshii (quarto escalão pleno), e em 1462 a jusanmi (terceiro escalão júnior), tornando-se um membro da corte de alto escalão. Em 1463, foi nomeado gonmori (vice-governador) da província de Echizen; em 1465, foi nomeado para o cargo de Chūnagon e promovido para Dainagon em 1468. Foi promovido para o posto shōsanmi (terceiro escalão sênior) em 1467 e para o posto junii (segundo escalão júnior) em 1476.
Em 1481, Saneatsu foi nomeado Naidaijin, cargo que ocupou até 1485; e em 1487 foi promovido a Sadaijin, até 1493. Em 1482 ele foi promovido ao posto shōnii (segundo escalão pleno) e em 1485 ao posto de juichii (primeiro escalão júnior). Finalmente, entre 1509 e 1511, Saneatsu foi nomeado Daijō Daijin.
Em 1511, Saneatsu abandonou sua vida na corte e se tornou um monge budista, assumindo o nome de Ninkei (忍 継) E morreu em 1533. Ele tinha como filhos Kintane, Uchimitsu, Fusako (que se tornou esposa de Konoe Hisamichi).